# Бургаско македоно-одринско опълченско дружество
Бургаското македоно-одринско опълченско дружество е ветеранска организация на бивши участници в Македоно-одринското опълчение, съществувала в Бургас, България от 1932 до 1952 година.

## История
Дружеството е създадено на 6 ноември 1932 година от членове, живеещи в Бургас и Бургаско. Има за цел подпомагане на македоно-одринските опълченци от 1912 – 1913 година и техните семейства. Членува в Съюза на македоно-одринските опълченски дружества в България. Дружеството се бори да осигурява народни пенсии, безплатно лечение, увеличаване на хранителните дажби, издаване на разрешителни за занаятчийска работа на своите членове.
През 1952 година дружеството е влято в Доброволната организация за съдействие на отбраната. Архивът на дружеството се съхранява в ДА – Бургас (фонд 889, оп.1).
Знамето на дружеството е от зелена коприна, обрамчено от три страни с бели, зелени и червени триъгълници. На лицевата страна с жълт атлаз е избродиран български лъв със знаме и надпис М.О.ОП. Той е стъпил на пиедестал с надпис „Преди всичко изпълни дълга си 1912 г.“, а на гърба с жълт атлас е извезан надпис „Македоно-Одринско Опълченско Дружество Бургасъ“.